# Forrabury
Forrabury – osada w Anglii, w Kornwalia, w dystrykcie (unitary authority) Kornwalia, w civil parish Forrabury and Minster. Leży 51,8 km od miasta Truro, 86,3 km od miasta Penzance i 337,2 km od Londynu. W 1911 roku civil parish liczyła 313 mieszkańców.